# Xanthorhoe cymozeucta
Xanthorhoe cymozeucta là một loài bướm đêm trong họ Geometridae.